# Збуњена
Збуњена је песма групе Negative и победничка песма Беовизије 2004. године.
На Беовизији песма заузима 1. место, док на Европесми, такмичењу за представника Србије и Црне Горе на Песми Евровизије, песма завршава на 4. позицији. Осим победе на фестивалу, освојена је и награда за најбољу интерпретацију. Исте године након деби наступа, песма излази на албуму Танго.